# Edward Knott
 (mai 2022).
Pour les articles homonymes, voir Knott.
Edward Knott, né Matthew Wilson en 1582 et mort en 1656, est un prêtre jésuite anglais, controversiste et défenseur de la foi catholique. Il a pris le nom de Nicolas Smith pour signer certains de ses ouvrages, 

## Biographie
Edward Knott nait vers la fin du XVIe siècle, à Peyworth, dans le Northumberland. Il passe de bonne heure dans les pays étrangers, entre chez les jésuites, est successivement préfet du Collège anglais de Rome, vice-provincial, et ensuite provincial de sa société en Angleterre.
Lorsqu’on établit le gouvernement épiscopal dans l’église catholique de ce pays, le P. Knott et son confrère John Floyd prennent fortement la défense des réguliers, qui ne veulent pas reconnaître la juridiction du nouvel évêque, par des écrits contre les droits de la hiérarchie ecclésiastique. Ces écrits sont condamnés, en 1651, par l’archevêque de Paris, la faculté de théologie et l’assemblée du clergé de France, qui oblige le provincial et les supérieurs des maisons de Paris à venir désavouer en sa présence la doctrine contenue dans les livres de leurs deux confrères. Quelque temps après, Knott entre en controverse avec Christopher Potter (en), prévôt du Queen's College à Université d'Oxford, et William Chillingworth, sur cette maxime, qu’il n’y a pas de salut hors l’Église catholique. Il publie à ce sujet un petit écrit dans lequel il prétend prouver qu’elle ne doit s’appliquer qu’à ceux des communions hétérodoxes qui vivent mal ou qui refusent d’adhérer à la vérité lorsqu’elle leur est suffisamment proposée, mais qu’elle ne saurait regarder ceux qui n’ont point les moyens de connaître où est la véritable Église. Cette explication, qui trouva bien des contradicteurs parmi les catholiques, ne satisfit point ses deux adversaires. Le P. Knott eut une autre dispute avec Chillingworth, qui, après avoir embrassé la foi catholique, était revenu au protestantisme. Il lui prouva que cette apostasie ne s’accordait point avec ses propres principes, puisqu’il avait enseigné, dans son fameux ouvrage intitulé La religion protestante est une voie sûre de salut, qu’on peut se sauver également dans toutes les religions. 
Edward Knott meurt à Londres le 4 janvier 1655.

## Œuvres
- Modesta et brevis Discussio aliquarum assertionum doctoris Kellisoni, quas in suo de ecclesiastica hierarchia Tractatu probare conatur, Anvers , 1631 , in-12 , publié sous le nom de Nicolas Smith ;
- Qualificatio charitativa inquisitionis brevis in discussionem prædictam ;
- Defensio Nicolai Smith adversus replicam contra eamdem discussionem ;
- Adresse à M. Chillingworth, etc., 1655 ;
- La Charité déguisée, etc., 1652 ;
- La Miséricorde et la Vérité, ou la Charité observée par les catholiques, etc., 1634 ;
- Le Christianisme justifié dans la défense de la miséricorde et de la charité, Saint-Omer, 1634, 1638. Cet ouvrage est attribué par Alegambe au P. Knott.
- Motifs justifiés, ou réplique à la Réponse de Chillingworth, 1658 ;
- L’Infidélité démasquée, pour servir de réponse à l’ouvrage de Chillingworth, intitulé la Religion protestante, etc., Gand, 1652, in-4°.